# Grube St. Urban
Die Grube St. Urban war ein Silber- und Kupferbergwerk im Oberharzer Gangerzrevier. Sie lag nördlich der Straße von Oker nach Clausthal-Zellerfeld (L 517) nahe den Wohnhäusern in der Gemarkung Oberschulenberg (Berg- und Universitätsstadt Clausthal-Zellerfeld).
Das Bergwerk war das westlichste auf dem Oberschulenberger Erzmittel und markscheidete im Osten mit der bekannteren Grube Glücksrad.

## Geologie
Die Grube St. Urban baute auf den Bockswieser Gangzug (früher auch Bockswiese-Festenburg-Schulenberger Gangzug genannt), einer hydrothermalen Gangstruktur im nordwestlichen Oberharz. Der Gangzug war im Bereich Oberschulenberg über eine streichende Länge von etwa 600 m und bis in eine Teufe von 250 m bauwürdig mit sulfidischen, silberhaltigen Blei- und Kupfermineralien vererzt. Das Erzmittel lag in einer Aufblätterungszone und wurde durch den Schulenberger Hauptgang im Hangenden und den Neuen Gang im Liegenden gebildet. Nach einer rund 1000 m langen Vertaubungszone im Osten schließt sich eine weitere Erzführung in Mittelschulenberg an (→ Grube Juliane Sophia).

## Geschichte und Technik

### Vorgängerbergbau
Wahrscheinlich ging bereits im Mittelalter ein Tagebau auf dem Ausbiss des Schulenberger Hauptganges in der Nähe der späteren Grube St. Urban um. Im Zeitraum von 1532 bis 1592 bestand mit den Gruben St. Anna am Schulenberge und Unvergängliche Gabe Gottes und Reiche Gesellschaft am Schulenberge bereits gewinnbringender Bergbau in Oberschulenberg, der zunächst noch von privaten Pächtern betrieben wurde. Um das Jahr 1600 kam dieser frühe Erzabbau wieder zum Erliegen. Es waren die meisten Erzvorräte bis zur wenig tiefer liegenden Talsohle abgebaut, ein tiefer Stollen zur Wasserlösung hätte allein mit Schlägel und Eisen von weit her durch das feste Gestein vorgetrieben werden müssen.

### Betrieb der Grube St. Urban von 1692 bis 1800
Ab 1690 erfolgte die Neuordnung des Bergbaus in Oberschulenberg in Längenfeldern zwischen 161 m und 323 m streichender Erstreckung. Die Gruben wurden vom braunschweigisch-wolfenbüttelschen Staat (Communion-Oberharz) selbst bewirtschaftet. Das Grubenfeld St. Urban in einer Größe von einer Fundgrube und drei Maaßen wurde am 13. März 1692 verliehen. Der Tiefe Schulenberger Stollen als Wasserlösungsstollen soll bereits bis an die Grenze des späteren Grubengebäudes aufgefahren worden sein und wurde instand gesetzt. Im Jahr 1699 wurde eine Wasserkunst zur Hebung des Grubenwassers errichtet.
Von 1700 bis 1708 wurden von einer kleinen Belegschaft (ca. 12 Mann) nur geringe und schwankende Erzmengen abgebaut und gefördert. Ab 1710 betrug die wöchentliche Förderung 20–30 Tonnen und es waren bis zu 33 Bergleute beschäftigt. Der Tiefe Schulenberger Stollen wurde weiter vorgetrieben. 1711 war der Schacht 85 Meter tief. In den Jahren 1712 bis 1715 wurden zwei Taler pro Kux und Quartal an Ausbeute gezahlt. Während der Abbau schnell in die Teufe schritt, gingen Förderung und Belegschaftsstärke in den Jahren 1716 bis 1727 zurück (15 Tonnen/Woche, 23 Mann).
Die bedeutendsten Jahre für die Grube St. Urban waren die von 1728 bis 1744: Die Ausbeutezahlungen erfolgten in einer Höhe von bis zu 10 Talern je Kux. 52 Arbeiter bauten bis zu 29 Tonnen Erze in der Woche ab.
Der Förderschacht erreichte 1746 seine Endteufe von 253 Metern. In dieser Teufe wurden jedoch keine gewinnbaren Erzvorkommen mehr gefunden, so dass die Förderung wieder zurückging und der Abbau 1760 auf die mittleren Sohlen verlagert wurde. Die tieferen Baue standen unter Wasser.
Von 1769 bis 1790 waren nur noch fünf Bergleute beschäftigt, die Förderung ruhte. In den Jahren 1790 bis 1792 wurde dagegen die bisher größte Erzmenge von bis zu 2200 Tonnen im Jahr gefördert und es waren wieder 45 Mann angelegt. Danach fiel die Gewinnung wieder stetig ab und betrug in den letzten Betriebsjahren nur noch 200 Tonnen/Jahr. 1800 wurde die Grube St. Urban schließlich stillgelegt.
Von 1800 bis 1814 wurden in der Grube St. Urban sporadisch Erzreste oberhalb der Tiefen-Schulenberger-Stollen-Sohle abgebaut, um freigewordene Bergleute anderer Oberharzer Gruben bei Engpässen zu beschäftigen.

### Übersicht der Schächte, Stollen und Tagesöffnungen
Die Grube St. Urban verfügte über einen Wasserhaltungs- oder auch Kunstschacht bis zum Tiefen Schulenberger Stollen und einen Förderschacht (= Treibeschacht) von 253 m Teufe. Eine Zuordnung, welcher der unten genannten Schächte welche Funktion hatte, ist nicht überliefert.
| Name                         | Größte Teufe | Länge   | Beginn | Ende | Geographische Lage           | Anmerkungen                                          |
| ---------------------------- | ------------ | ------- | ------ | ---- | ---------------------------- | ---------------------------------------------------- |
| Schacht St. Urban I          |              |         |        | 1803 | 51° 49′ 57″ N, 10° 23′ 52″ O |                                                      |
| Schacht St. Urban II         |              |         |        |      | 51° 49′ 57″ N, 10° 23′ 55″ O |                                                      |
| Tiefer Schulenberger Stollen |              | 2.900 m |        |      | 51° 49′ 33″ N, 10° 25′ 25″ O | Wasserlösungsstollen, Bauzeit: Vor 1600 und ab 1710. |

Im Feld St. Urban lag weiterhin das Mundloch des Festenburger Stollens, der vermutlich vor 1569 begonnen und 1710 weiter aufgefahren wurde, und der zur Wasserlösung der weiter westlich gelegenen Festenburger Gruben diente.

## Heutiger Zustand (2011)
Über einen Fußweg bei den Oberschulenberger Häusern gelangt man zu einem ausgestellten Lochstein der Grube Glücksrad. Direkt dahinter ist eine Pinge zu sehen, die einen der Schächte markiert. Der Lochstein selbst stand früher auf der Markscheide zwischen St. Urban und Glücksrad. Wenige Meter östlich vom Ausstellungsplatz liegt ein mittelalterlicher Tagebau auf dem Ausbiss des Schulenberger Hauptganges. Der Tagebaugraben folgt dem Streichen und Einfallen der ehemaligen Gangfüllung.
Im Gegensatz zu den Halden der Nachbargruben Glücksrad und Gelbe Lilie sind die Abraumhalden der Grube St. Urban stark überwachsen und nur schwer zu erkennen.
Das Oberschulenberger Zechenhaus diente den Bergleuten als Sozial- und Verwaltungsgebäude und steht unweit des Oberschulenberger Wanderparkplatzes in der Nähe der Straße nach Zellerfeld. Es wurde nach 1733 an Stelle eines älteren, durch eine Überschwemmung (wahrscheinlich durch den Dammbruch des Unteren Schalker Teiches am 26. Dezember 1733) zerstörten Gebäudes errichtet.